# Disparlur
Disparlur ist der nicht proprietäre Name für  cis-7,8-Epoxy-2-methyloctadecan, ein synthetisches Pheromon, das als Lockstoff eingesetzt wird.

## Isomere und Vorkommen
cis-2-Decyl-3-(5-methylhexyl)oxiran kommt natürlich als (2R,3S)- und (2S,3R)-Enantiomer vor. Das (2S,3R)-Enantiomer spielt als Sexualpheromon weiblicher Schwammspinner, Lymantria dispar, und Nonnenfalter, Lymantria monacha die wesentliche Rolle.

## Verwendung

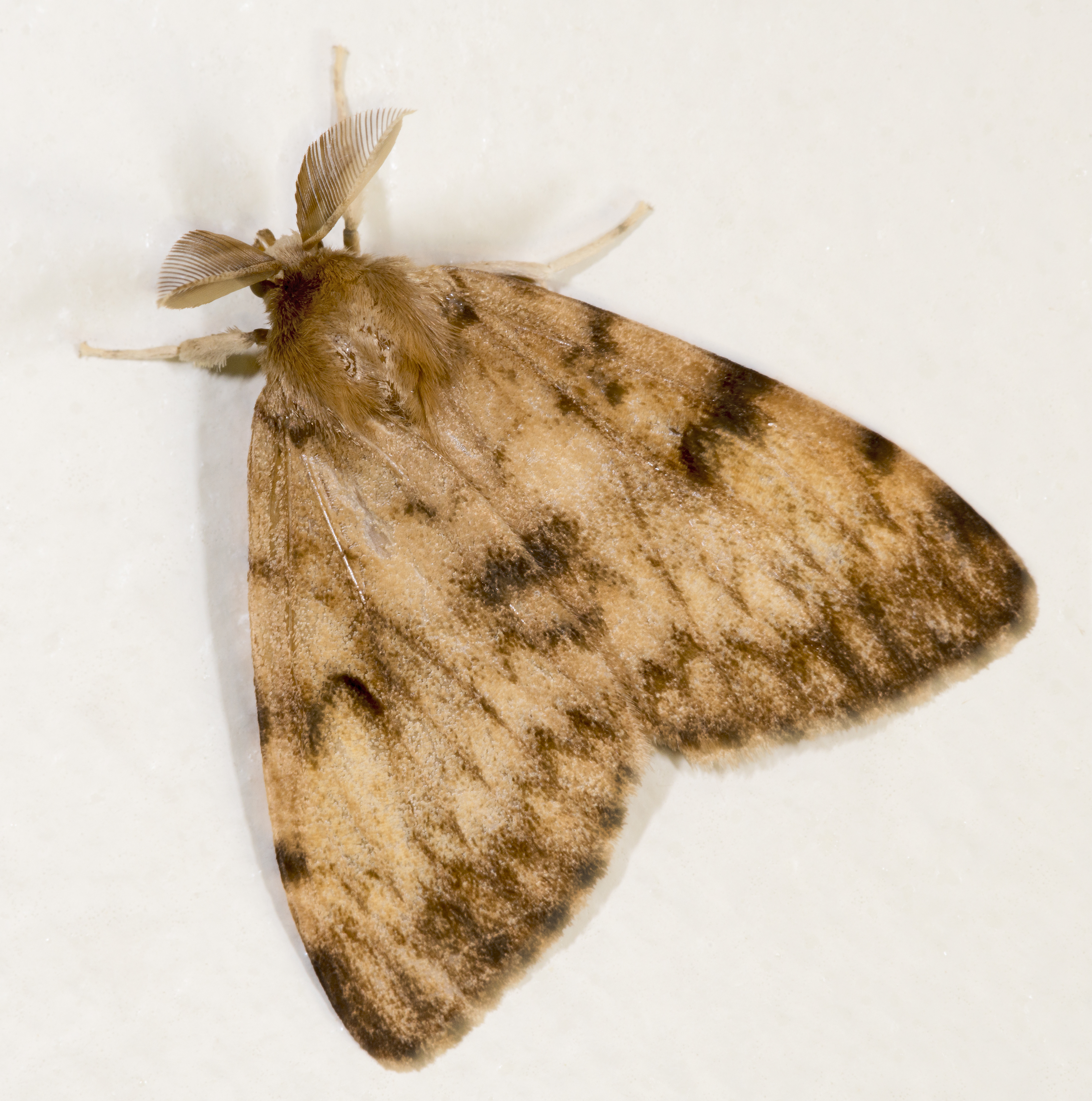
Schwammspinnermännchen (wird von Disparlur angelockt).

Disparlur wird zum Pflanzenschutz eingesetzt, indem man es als Lockstoff mit einem Insektizid kombiniert. Das Ausbringen von Disparlur führt dazu, dass Schwammspinnermännchen die Weibchen nicht mehr finden. Der Stoff bewirkt auch, dass die Fresslust der Schwammspinner angeregt wird, wodurch die Aufnahme des eigentlichen Insektengiftes gefördert wird.